# Otgon Tenger Uul

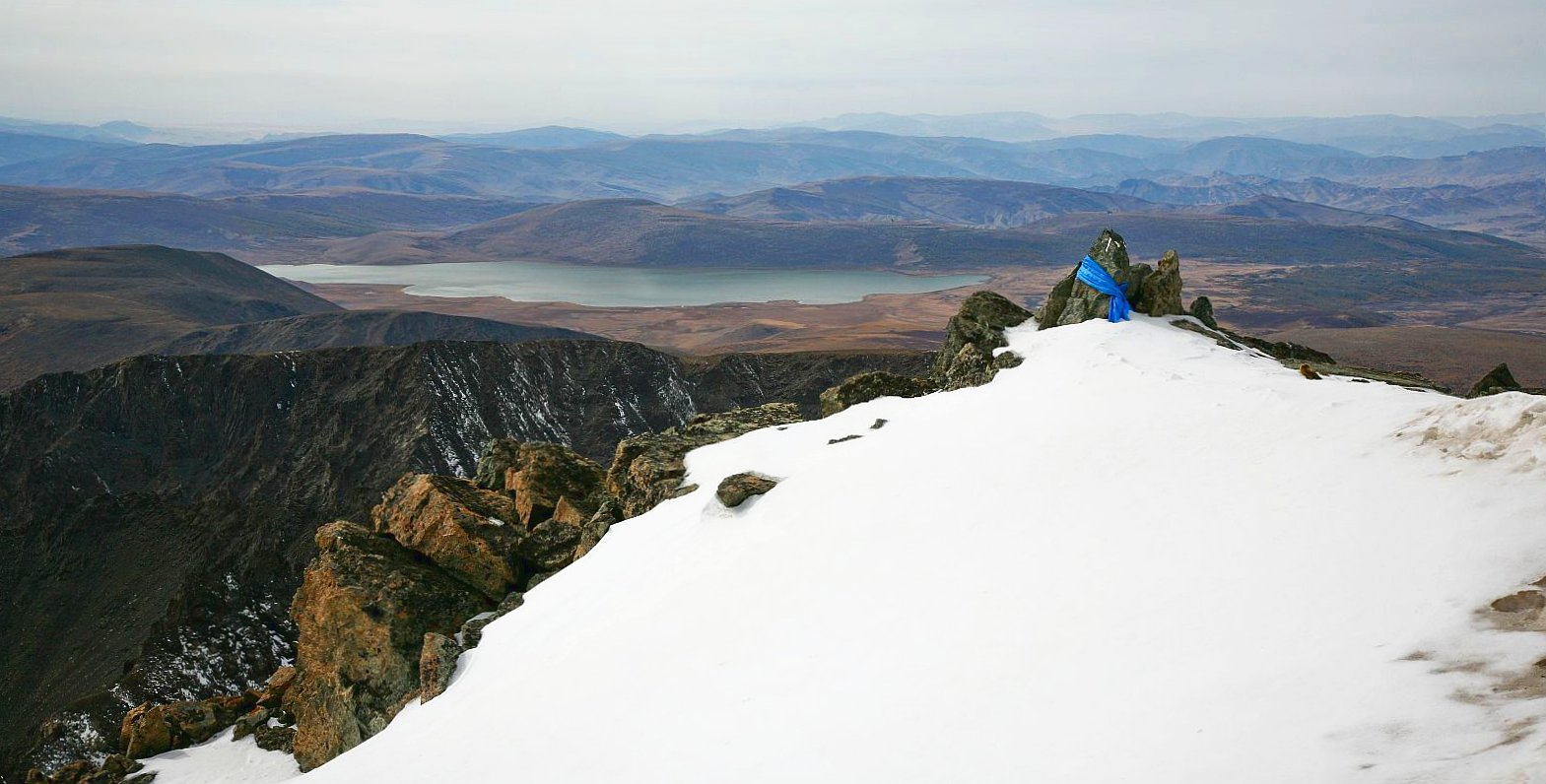
Blick vom Gipfel des Otgon Tenger Uul westwärts zum Chuch-Nuur (Blauer See)

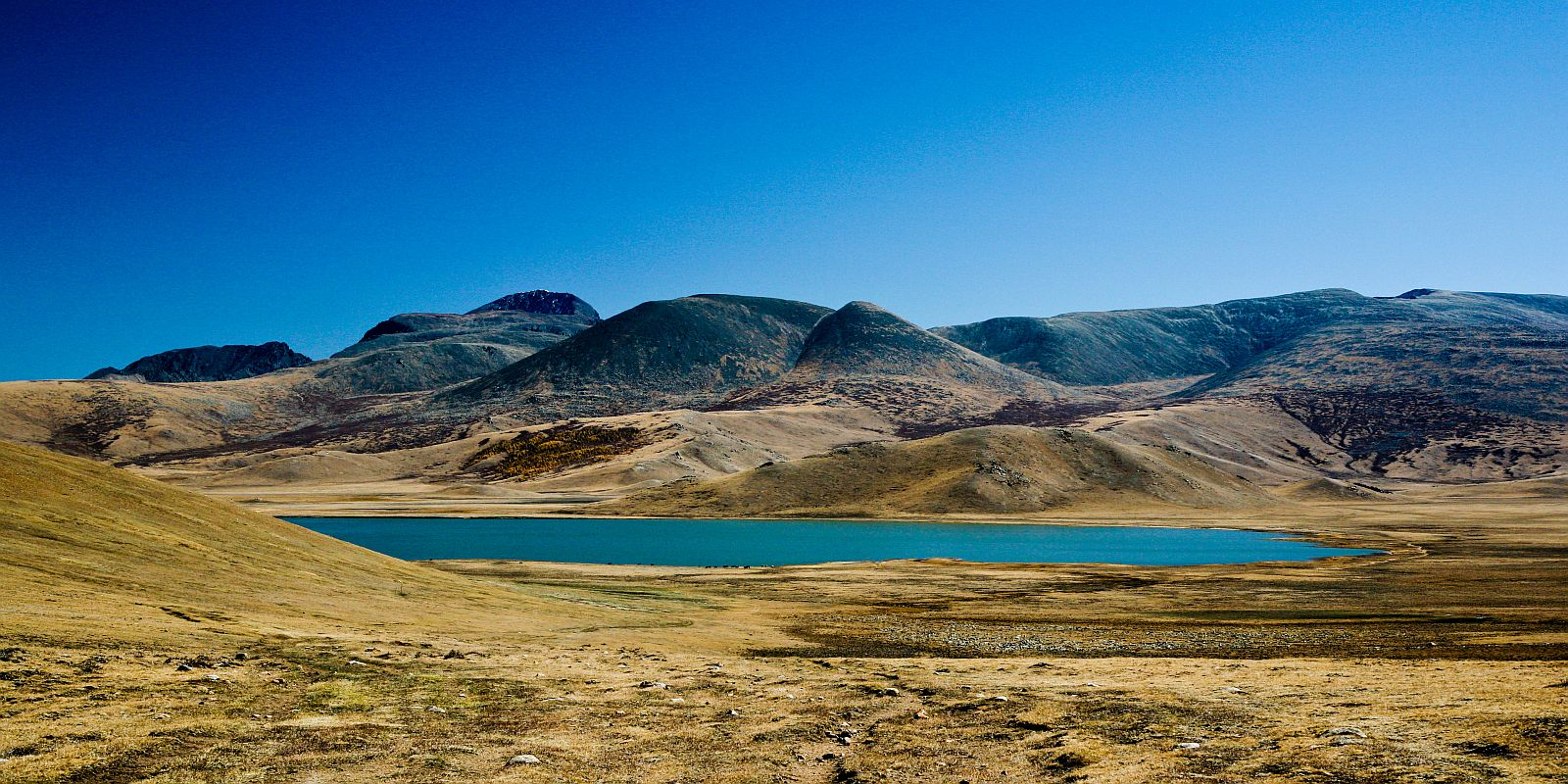
Blick über den Chuch Nuur zum Otgon Tenger Uul (mittig links hinten)

Der Otgon Tenger Uul (mongolisch Отгонтэнгэр Уул), oder kurz Otgon Tenger, im Dsawchan-Aimag der Mongolei ist mit 4008 m der höchste Berg des Changai-Gebirges und einer der höchsten Berge des Staates. Er ist ein Heiliger Berg der Mongolen und der einzige Changai-Berg, der aufgrund seiner Höhe ein permanentes Schnee- und Firnfeld (östlich des Gipfels) trägt.

## Geographische Lage
Der Otgon Tenger Uul liegt im Westen des Changai-Gebirges rund 50 km ostsüdöstlich von Uliastai. Etwa 14 km westlich des Berges erstreckt sich auf 2455 m Höhe der Chuch-Nuur (Blauer See).

## Berghöhe
Der Otgon Tenger Uul wird bisher (je nach Quelle oder Karte) mit unterschiedlichen Höhen zwischen 3905 m und 4031 m angegeben. Eine Vermessungsbesteigung im September 2009 hat eine Höhe von 4008 m mittels GPS bestimmt.

## Besteigung
Der Otgon Tenger Uul wurde erstmals 1955 von einer mongolischen Expedition bestiegen. Seit 2003 gilt für den Bereich des gipfelnahen Schnee- und Eisfeldes ein Besteigungsverbot, das jedoch, angeblich sogar von mongolischen Politikern, regelmäßig ignoriert wird.
Die Bergbesteigung ist nicht schwierig: Von der Ostseite erhebt sich ein Hochtal bis auf 2500 m Höhe an den Bergfuß, den man bis auf einige Kilometer davor zum Beispiel mit einem Kraftfahrzeug erreichen kann. Der leichteste Aufstieg ergibt sich von der Südostseite. Man steigt über ein Schotter- und Geröllfeld, an einem See vorbei, bis auf rund 3300 m auf ein Hochplateau auf. Von da aus erstreckt sich ein gleichmäßig ausgebildeter Geröllhang bis zum Gipfel empor, der beliebig erstiegen werden kann. Die Variante am linken Rand, die am Trümmerfeld eines abgestürzten Flugzeuges (siehe Abschnitt Flugzeugunglück) auf rund 3600 m Höhe vorbeiführt, erreicht das bis zu 30 Grad steile Firnfeld erst sehr weit oben, rund 200 m unterhalb des Gipfels. Die Benutzung von Steigeisen ist empfehlenswert. Nach Westen hin bricht der Berg in einer steilen Felswand mit einer Höhe von bis zu 1000 m ab.

## Flugzeugunglück
Im Jahr 1963 prallte in dichtem Nebel eine AN-24 der Mongolian Airlines bei einem Inlandsflug von Ulaanbaatar nach Uliastai gegen die Ostflanke des Otgon Tenger Uul. Alle etwa 40 Insassen kamen dabei ums Leben. Noch heute (2009) kann man Überreste des Flugzeugs am Berg finden.